# Brézé (adelsätt)
Brézé är en gammal fransk adelsätt från Anjou, efter vars gods i Brézé i Saumur namnet antogs, och 1618 blev ättens markisat.
Bland släktens medlemmar märks Pierre de Brézé (1410–1488), en av kung Karl VII:s tappraste krigare och mest framstående statsmän och Henri Évrard, marquis de Dreux-Brézé (1762–1829), ceremonimästare hos Ludvig XVI 1781–1789, vilken företrädde kungen vid mötet med nationalförsamlingen 1789.